# Coenonympha heromorpha
Coenonympha heromorpha är en fjärilsart som beskrevs av Embrik Strand 1912. Coenonympha heromorpha ingår i släktet Coenonympha och familjen praktfjärilar. Inga underarter finns listade i Catalogue of Life.